# Bernd Laube
Bernd Laube (* 13. November 1950; † 5. Dezember 2012) war ein deutscher Fußballspieler.

## Spielerkarriere

### Jugendkarriere
Bernd Laube begann beim SV Athen 14, bevor er über die Station SC Union 06 Berlin in den Nachwuchs von Hertha BSC wechselte. Insgesamt bestritt er in dieser Zeit 15 Länderspiele für die diversen Nachwuchsnationalmannschaften des DFB, darunter zwei Partien für die deutsche U-18.

### Profikarriere
Zur Bundesliga-Saison 1969/70 wurde Laube von Trainer Helmut Kronsbein in den Profikader aufgenommen. Jedoch kam er dort lediglich beim höchsten Hertha-Sieg der Bundesliga-Geschichte, dem 9:1-Erfolg über Borussia Dortmund, zu einem Kurzeinsatz. Dies sollte sein einziges Ligaspiel für Hertha BSC bleiben.
So wechselte Laube 1971 zusammen mit Norbert Janzon in die Regionalliga Südwest zu Wormatia Worms. Dort bildeten beide zusammen ein Sturmduo, welches 31 der 63 Saisontore erzielte. 1972/73 erzielte Laube 16 Tore, womit er hinter dem zwanzigfachen Torschützen Gerd Dier zweitbester Torjäger der Wormatia wurde. 1973/74 gelangen Laube immerhin noch neun Treffer und konnte sich mit seinem Verein am Ende der Saison mit Platz 6 für die neugegründete 2. Bundesliga qualifizieren. Dort gelangen ihm bis zur Winterpause in 14 Einsätzen sieben Treffer, womit Laube der erfolgreichste Torschütze seines Klubs war.
Trotzdem ging er für ein halbes Jahr zum VfR Heilbronn. In Heilbronn wurde er fortan als Mittelfeldspieler eingesetzt, konnte aber mit seinen drei Treffern nicht verhindern, dass Heilbronn absteigen musste.
So heuerte Bernd Laube beim Ligarivalen  Jahn Regensburg an, wo er umgehend zum Stammspieler aufstieg und 1975/76 hinter Torjäger Herfried Ruhs mit sieben Treffern zweitbester Torschütze für Jahn wurde. Der Klassenerhalt wurde jedoch nur erreicht, da der 1. FSV Mainz 05 auf seine Lizenz verzichtete. Auch 1976/77 unter Helmut Richert behielt Laube seinen Stammplatz. Als Jahn Regensburg nach 15 Spieltagen allerdings den vorletzten Platz belegte, unterzeichnete Laube einen Vertrag beim in der Nordstaffel spielenden SC Herford.
In Herford traf er auf Peter Enders, mit dem er schon zusammen bei Hertha gespielt hatte. Am Saisonende hatte Laube mit seinen sechs Treffern dazu beigetragen, dass der Aufsteiger die Klasse halten konnte. Hinter Uwe Pallaks erzielte Laube mit neun Toren die zweitmeisten in der Saison 1977/78. Jedoch musste Herford am Saisonende aufgrund des schlechteren Torverhältnisses gegenüber dem VfL Osnabrück absteigen. Nach dem Gewinn der Oberliga Westfalen stieg Herford umgehend wieder auf. 1979/80 kam Laube über die Rolle des Ergänzungsspielers nicht mehr hinaus und beendete nach dem gelungenen Klassenerhalt und 74 Zweitligapartien (19 Tore) für Herford seine Spielerkarriere.

## Offiziellenkarriere
1989 übernahm Bernd Laube für eine Saison den Managerposten bei Hannover 96. Dort sprang er im November 1989 auch für zwei Wochen als Interimstrainer ein.

## Nachweise
1. ↑  Fussballer trauern um Bernd Laube. Nachruf in: Vlothoer Anzeiger, 7. Dezember 2012 (Memento vom 17. Februar 2013 im Webarchiv archive.today)

| Personendaten    | Personendaten            |
| ---------------- | ------------------------ |
| NAME             | Laube, Bernd             |
| KURZBESCHREIBUNG | deutscher Fußballspieler |
| GEBURTSDATUM     | 13. November 1950        |
| STERBEDATUM      | 5. Dezember 2012         |